# Елизабет Фридерика София фон Бранденбург-Байройт
Елизабет Фридерика София фон Бранденбург-Байройт (на немски: Elisabeth Friederike Sophie von Brandenburg-Bayreuth; * 30 август 1732, Байройт; † 6 април 1780, Байройт) е немска принцеса, маркграфиня от Княжество Бранденбург-Байройт и чрез женитба херцогиня на Вюртемберг.

## Живот
Тя е единствената дъщеря на маркграф Фридрих III фон Бранденбург-Байройт (1711 – 1763) и първата му съпруга принцеса Вилхелмина Пруска (1709–1758), дъщеря на пруския крал Фридрих Вилхелм I и София Доротея фон Брауншвайг-Люнебург. Племенница е на крал Фридрих II от Прусия. Баща ѝ Фридрих започва да се интересува от други жени и се жени втори път на 20 септември 1759 г. в Брауншвайг за София Каролина Мария фон Брауншвайг-Волфенбютел (1737 – 1817), племенница на първата му съпруга.
Елизабет Фридерика София е смятана за една от най-красивите принцеси по това време. През януари 1744 г. управляващият херцог Карл Евгений фон Вюртемберг (1728 – 1793), най-големият син на херцог Карл Александер (1684 – 1737) и Мария Августа фон Турн и Таксис (1706 – 1756), посещава Байройт и се влюбва в единствената дъщеря на маркграф Фридрих III. За нея се стремят маркграфа от Бранденбург-Ансбах и датския крал, но тя се решава за херцога на Вюртемберг. Елизабет Фридерика София се омъжва на 26 септември 1748 г. в Байройт за херцог Карл Евгений. Тя е първата му съпруга. За сватбата се открива маркграфската опера в Байройт и се секат монети с техните портрети.
Бракът първо е щастлив. Карл Евгений има множество метреси, които живеят в двора му. През есента на 1756 г. Елизабет Фридерика София посещава майка си в Байройт и не се връща обратно. Те не трябва да се развеждат, той трябва да ѝ плаща годишно 54 000 гулдена издръжка.
След смъртта на баща ѝ през 1763 г. тя наследява намиращия се още в строеж дворец в Дондорф в община Екерсдорф. През пролетта на 1765 г. новият дворец е завършен и Елизабет може да се нанесе там и по свой вкус да го обзаведе. Тя му дава името „дворец Фантазия“.
Елизабет Фридерика София умира на 6 април 1780 г. в стария дворец в Байройт на 47 години и е погребана по нейно желание в дворцовата църква при нейните родители.

## Деца
Елизабет и Карл Евгений имат една дъщеря:
- Фридерика Вилхелмина (* 19 февруари 1750, Щутгарт; † 12 март 1751, Щутгарт)

Елизабет има афера с граф Жофроа дьо Шербур и има с него един син:
- граф Робер дьо Шербур (* ок. 1757)